# Frederik Lach
Frederik Lach (* 18. März 1997 in Herne) ist ein deutscher Fußballspieler.

## Karriere
Der Innenverteidiger Frederik Lach begann seine Karriere beim Hattinger Verein Sportfreunde Niederwenigern. Über die Zwischenstation Schwarz-Weiß Essen in der Saison 2009/10 wechselte Lach in die Jugendabteilung des VfL Bochum. Dort wurde er in der B- und A-Junioren-Bundesliga eingesetzt. Nach dem Ende seiner Juniorenzeit wechselte er zum norddeutschen Regionalligisten VfB Oldenburg, wo er in zwei Jahren zu 55 Einsätzen und vier Toren kam. Im Sommer 2018 wechselte Lach zum Regionalligisten SG Wattenscheid 09 und kam dort in der Saison 2018/19 auf 24 Einsätze, bei denen er ein Tor erzielte. 
Ein Jahr später schloss sich Frederik Lach dem Drittligisten Hansa Rostock an. Dort kam er allerdings nur einmal in der zweiten Mannschaft zum Einsatz, bevor der Vertrag im September 2019 aufgelöst wurde. Lach kehrte daraufhin in die Regionalliga West zurück und ging zum SC Verl. Mit den Verlern erreichte er im DFB-Pokal 2019/20 das Achtelfinale und wurde in der Regionalliga-Saison 2019/20 Vizemeister hinter dem SV Rödinghausen. Da Rödinghausen keine Lizenz für die 3. Liga beantragte, rückten die Verler zu den Aufstiegsspielen gegen den 1. FC Lokomotive Leipzig nach. Beide Spiele endeten unentschieden, so dass schließlich die Auswärtstorregel den Verlern den Aufstieg in die 3. Liga brachte.
Seinen ersten Einsatz im Profilager hatte Frederik Lach am 17. April 2021 beim 3:0-Sieg der Verler über den KFC Uerdingen 05, bei dem Lach für Mehmet Kurt eingewechselt wurde.
Im Sommer 2022 wechselte er in die Oberliga Niederrhein zu seinem ehemaligen Jugendverein Schwarz-Weiß Essen. Dort wurde er sofort Mannschaftskapitän sowie 2023 und 2024 von den Fans zum "ETB-Spieler des Jahres" gewählt. Nach drei Jahren wechselte er zu den Sportfreunden Niederwenigern, die nach einer Saison wieder in die Landesliga abgestiegen waren.